# Сухарева Балка
Сухаре́ва Ба́лка — село в Україні, в Синельниківському районі Дніпропетровської області. Входить до складу Межівської селищної громади. Населення становить 30 осіб. До 2017 орган місцевого самоврядування — Райпільська сільська рада.

## Історія
12 червня 2020 року, відповідно до розпорядження Кабінету Міністрів України № 709-р від «Про визначення адміністративних центрів та затвердження територій територіальних громад Дніпропетровської області», увійшло до складу Межівської селищної громади.
19 липня 2020 року, в результаті адміністративно-територіальної реформи і ліквідації Межівського району, село увійшло до складу новоутвореного Синельниківського району.

## Географія
Село Сухарева Балка знаходиться на відстані 0,5 км від села Райполе. По селу протікає майже пересохлий струмок з загатою.

## Виробництво
Маслярня

## Відомі уродженці
Бондарчук Володимир Григорович - народний депутат[джерело?]
Ємець Раїса Петрівна